# Herbert Möller (Politiker)
Herbert Möller (* 7. April 1923 in Maffersdorf, Tschechoslowakei) ist ein deutscher Politiker (CDU) und ehemaliger Abgeordneter des Landtags von Schleswig-Holstein.

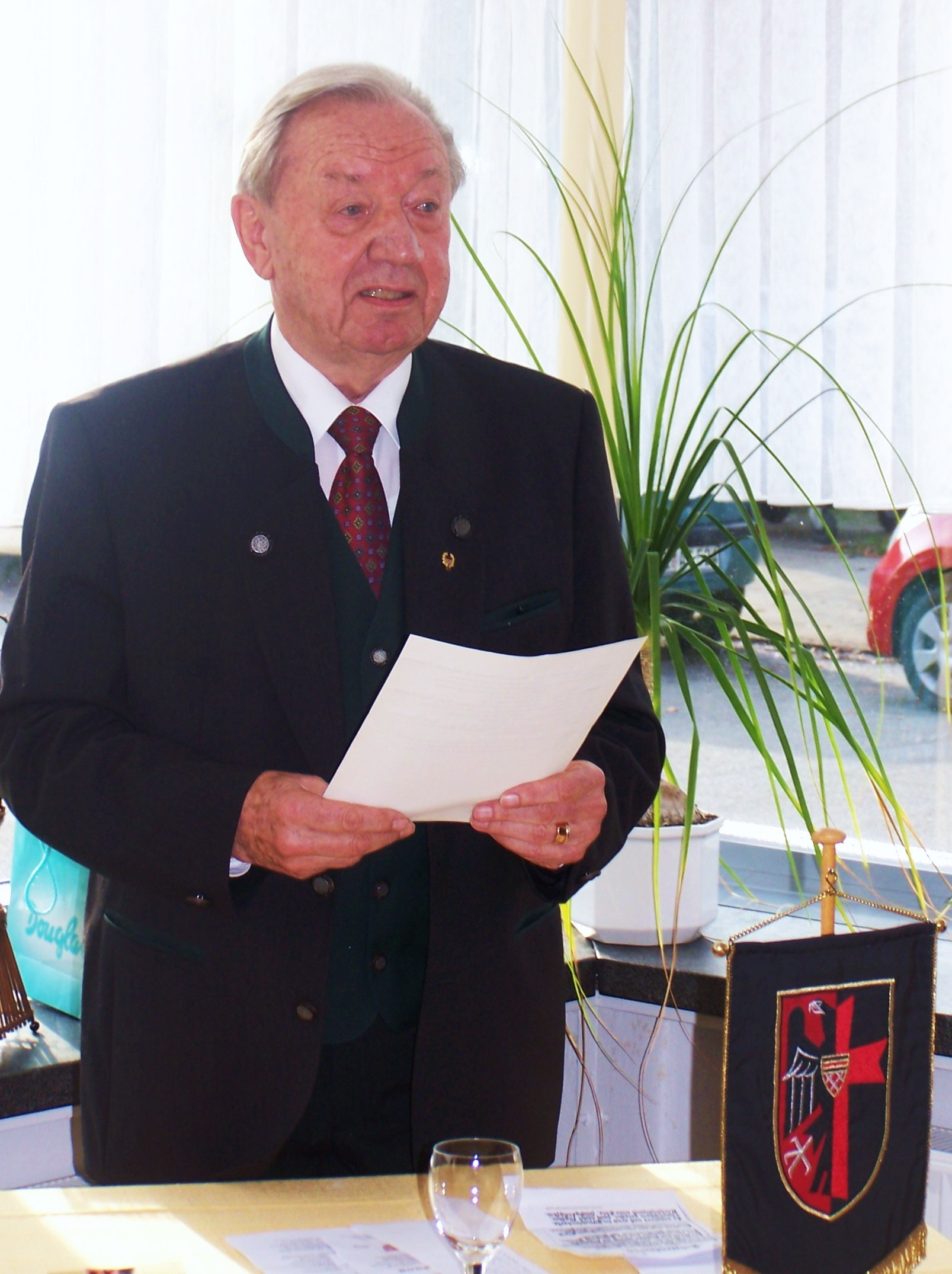
Herbert Möller bei seiner Ansprache 2010 zum 60. Jubiläum der Kreisgruppe Neumünster in der Sudetendeutschen Landsmannschaft

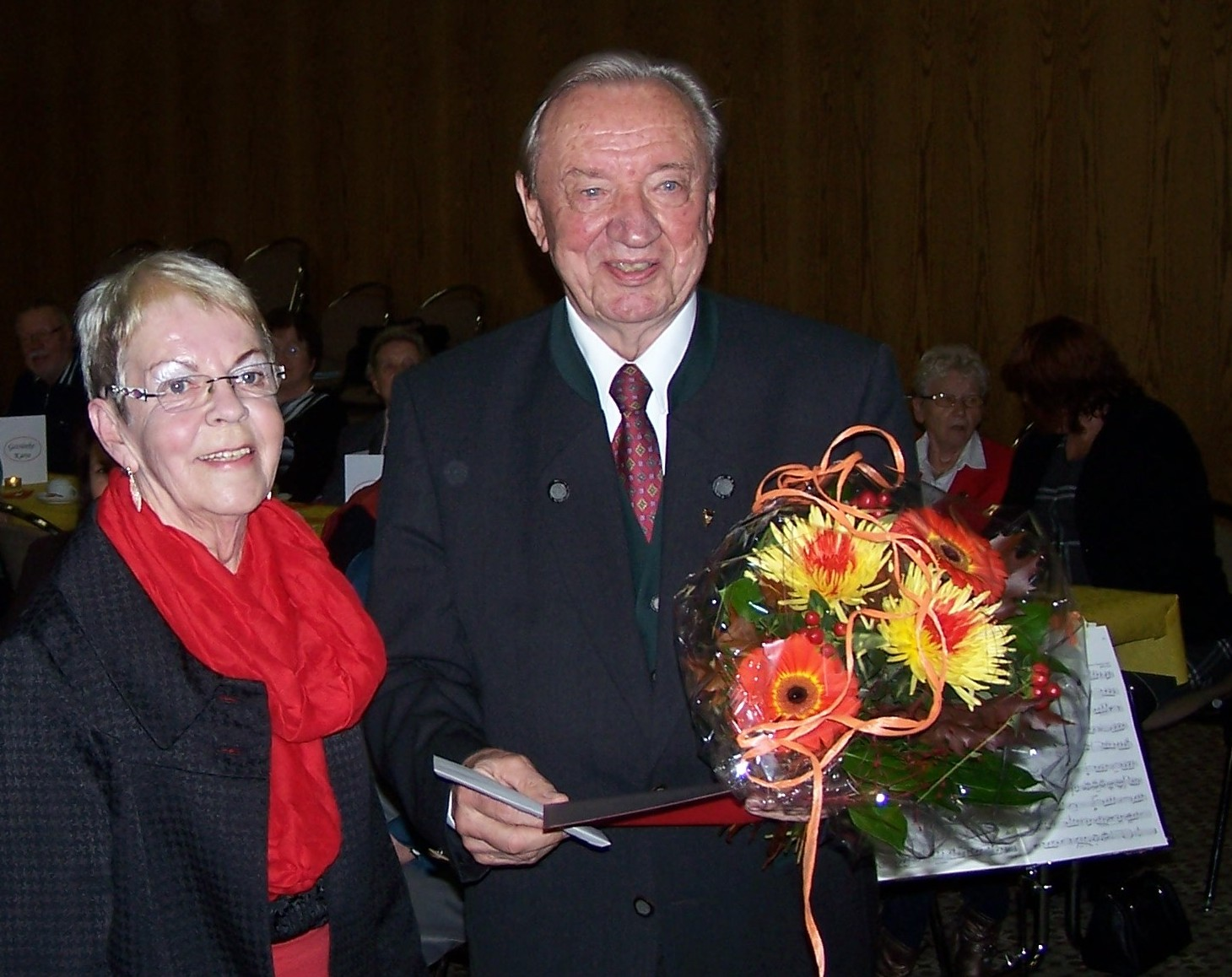
Herbert Möller wird von der Vorsitzenden des Sudetendeutschen Kulturwerks SH mit dem Kulturpreis 2014 ausgezeichnet.

## Herkunft
Herbert Möller wurde auf dem Bauernhof seiner Eltern in Maffersdorf (Vratislavice), einer Marktgemeinde in der heutigen Region Liberec, geboren. Eigentlich hätte Herbert Möller nach der Matura an der Technischen Hochschule Prag studieren und den elterlichen Hof übernehmen sollen, meldete sich aber als Kriegsfreiwilliger.
Als Soldat der 14. Panzerdivision konnte er Stalingrad verlassen, bevor sich der Kessel schloss. Im Kurland-Kessel wurde er im Oktober 1944 schwer verwundet und kam nach Dresden, wo er die verheerenden Luftangriffe auf Dresden am 13./14. Februar 1945 erlebte. Abgeordnet nach Berlin, erlebte er am 7. April 1945 auch den Luftangriff auf Potsdam. Er geriet in amerikanische, später britische Kriegsgefangenschaft und ließ sich nach seiner Entlassung im holsteinischen Neumünster nieder.
Möllers Eltern wurden 1945 zunächst von den Tschechoslowaken zur Zwangsarbeit verpflichtet und dann in die Sowjetische Besatzungszone ausgewiesen. Von dort holte Herbert Möller sie nach Neumünster.
Herbert Möller ist verheiratet; er hat mit Ehefrau Carola zwei Kinder, zwei Enkel und zwei Urenkel.

## Berufliche Laufbahn
Als britischer Kriegsgefangener war er zunächst in Schleswig-Holstein interniert. Nach seiner Entlassung trat er in den zivilen Dienst der Briten in Neumünster ein.
Anschließend war er als Chemiewerker tätig und ab 1952 20 Jahre lang leitender Angestellter der Phrix-Werke AG, die synthetische Fasern herstellten. Anschließend wechselte Herbert Möller in die Baubranche, war geschäftsführendes Vorstandsmitglied der gemeinnützigen Wohnungsbaugenossenschaft BIG und Geschäftsführer der Verwaltungsgesellschaft für Bauträgeraufgaben.

## Politische Laufbahn
Nach kurzer Mitgliedschaft im BHE (Bund der Heimatvertriebenen und Entrechteten) trat er 1959 in die CDU ein, bei der er von 1982 bis 1991 Vorsitzender des Kreisverbandes Neumünster war und seit 1991 Ehrenvorsitzender ist. Er war Mitglied der Ratsversammlung und des Magistrats der Stadt Neumünster. Von 1974 bis 1986 führte er als Vorsitzender die CDU-Rathausfraktion. Von 1985 bis 1987 gehörte er dem Schleswig-Holsteinischen Landtag an.

## Ehrenamtliche Tätigkeit
Im Ruhestand engagierte sich Möller im Deutschen Roten Kreuz Neumünster. Von 1990 bis 1998 war er dessen Kreisgeschäftsführer. Als sich der DRK-Kreisverband durch die Audi-Dienstwagen-Affäre in schwerer Krise befand, setzte sich Möller dafür ein, Klärung zu schaffen und Vertrauen wiederzugewinnen und wurde im Alter von 84 Jahren noch einmal als kommissarischer Geschäftsführer reaktiviert.
Als Politiker wurde er vorrangig mit den Problemen der Flüchtlinge konfrontiert, denn die Bevölkerung Schleswig-Holsteins vergrößerte sich bei Kriegsende von 1,5 Millionen Einheimischen um weitere 1,2 Millionen Flüchtlinge und Heimatvertriebene. Herbert Möller gründete die Gemeinnützige Wohnungs- und Siedlungsbaugenossenschaft „Eigener Herd“. Im Rahmen des Barackenräumprogrammes der Landesregierung wurden 1952 in Neumünster-Tungendorf zunächst 24 Siedlerstellen errichtet. Zudem gründete er als Gemeinschaftsleiter die Siedlergemeinschaft „Eigener Herd“ im Deutschen Siedlerbund. Hier war er im Kreisvorstand, Landesvorstand und als Bundesschatzmeister tätig. 1997 zog er sich aus diesem Amt auf Bundesebene zurück.
Als Heimatvertriebener engagierte sich Herbert Möller bis ins hohe Alter für die Sudetendeutschen. 1955 trat er der Kreisgruppe Neumünster der Sudetendeutschen Landsmannschaft (SL) bei, die bereits 1950 gegründet worden war. Im August 2009 wurde er kommissarischer Obmann der SL Neumünster.

## Ehrungen
- 2025: Ehrenbürger der Stadt Neumünster[7]
- 1998: Bundesverdienstkreuz 1. Klasse
- Caspar-von-Saldern-Verdienstmedaille der Stadt Neumünster
- Freiherr-vom-Stein-Verdienstmedaille des Landes Schleswig-Holstein
- Ehrenmitgliedschaft im „Bundesverband der Vertriebenen“ Neumünster
- 1991: Ehrenvorsitzender des Kreisverbandes Neumünster der CDU
- Das Sudetendeutsche Kulturwerk zeichnete ihn am 1. November 2014 als 17. Kulturpreisträger aus.

## Werke
- Das Siedlungswesen in der Stadt Neumünster – Mit Handarbeit zum Eigenheim. In Zilles Milljöh gab es auch in Neumünster[8], 2002.
- Erinnerungen an Dresden 1945 mit Kriegserlebnissen davor und danach Verlag Lth moeller publications, 2020